# Héctor Monsalve
Héctor Monsalve Velásquez (* 30. Juli 1934 in Bogotá) ist ein ehemaliger kolumbianischer Radrennfahrer.

## Sportliche Laufbahn
Monsalve war Teilnehmer der Olympischen Sommerspiele 1956 in Melbourne. Im Bahnradsport war er in der Mannschaftsverfolgung am Start. Der Vierer mit Ramón Hoyos, Héctor Monsalve, Honorio Rúa und Octavio Echeverri schied in der Vorrunde aus.
Bei den Zentralamerikanischen und Karibikspielen 1954 gewann er Gold in der Mannschaftsverfolgung.
Er wanderte 1957 in die Vereinigten Staaten aus und ließ sich in Pennsylvania nieder. Monsalve wurde 1964 amerikanischer Staatsbürger.